# Altshauser Weiher
Der Altshauser Weiher, auch Alter Weiher ist ein Stillgewässer im Gebiet der baden-württembergischen Gemeinde Altshausen im Landkreis Ravensburg in Deutschland.

## Lage
Der 10,3 Hektar große Altshauser Weiher gehört naturräumlich zum Oberschwäbischen Hügelland. Er liegt westlich von Altshausen, direkt an der Bundesstraße 32, auf einer Höhe von 582,1 m ü. NHN.

## Beschreibung
Der Weiher wurde im Jahr 1276 von Rittern des Deutschen Ordens als Fischgewässer angelegt. Im Laufe der Zeit wurde er mit verschiedenen Namen belegt: Alter Weiher, Altshäuser See, Altweiher, Altshauser Altweiher und Großer Weiher.

## Hydrologie
Das Einzugsgebiet des Altshauser Weihers beträgt rund 1248 Hektar; davon werden 19 Prozent für die Forst- und 74 Prozent für Landwirtschaft genutzt.

Gespeist wird der Weiher hauptsächlich von zuletzt Mühlbach genannten Ragenreuter Bach, er entwässert über den Mühlbach, die Hühler Ach und dann die Schussen zum Bodensee.
Bei einer Fläche von 10,3 Hektar und einer mittleren Tiefe von 1,8 Meter (max. Tiefe = 3,5 Meter; 1829 betrug sie noch 8,6 Meter, 1960 erfolgte eine Absenkung) beträgt das Volumen des Sees rund 189.000 Kubikmeter.

## Ökologie
Mit Hilfe des Aktionsprogramms zur Sanierung oberschwäbischer Seen wurde in den vergangenen Jahren die Planung verschiedener Extensivierungsmaßnahmen in den Bereichen Abwasser (Bau einer Kläranlage), Landwirtschaft und Renaturierung umgesetzt.
| Jahr                                                     | 1986   | 1988   | 1990   | 1996* | 1999* | 2000*  | 2004   | 2005  | 2010  | 2014  | 2018  | 2023  |
| Gesamt PO4-Phosphor (µg/l)                               | 126,00 | 107,00 | 210,00 | 63,00 | 69,00 | 65,00  | 85,00  | 64,00 | 61,00 | 37,00 | 47,00 | 28,00 |
| Chlorophyll a (µg/l)                                     | 73,00  | 94,00  | 89,00  | 37,00 | 31,00 | 38,00  | 56,00  | 42,00 |       |       |       |       |
| Chlorophyll a-Spitze (µg/l)                              | 144,00 | 185,00 | 181,00 | 68,00 | 55,00 | 117,00 | 100,00 | 77,00 |       |       |       |       |
| anorganischer Gesamt-Stickstoff (mg/l)                   | 4,77   | 3,06   | 2,34   | 2,08  | 3,21  | 3,05   | 2,51   | 3,93  |       |       |       |       |
| Sichttiefe (m)                                           | 0,70   | 0,70   |        | 1,10  | 1,10  | 1,10   | 0,90   | 1,50  |       |       |       |       |
| Trophiestufe                                             |        |        |        |       |       |        |        |       |       |       |       | e1    |
| * 1996, 1999 und 2000 Messungen nur im Oberflächenwasser |        |        |        |       |       |        |        |       |       |       |       |       |

| Jahr                                   | 1987 | 1988  | 1990  | 1996  | 2004  | 2005  |
| o-PO4-Phosphor (µg/l)                  |      |       |       |       | 40,00 | 27,00 |
| Gesamt PO4-Phosphor (µg/l)             |      | 88,00 | 65,00 | 84,00 | 79,00 | 66,00 |
| Nitrat-Stickstoff (mg/l)               | 5,75 | 4,86  |       | 5,28  | 6,22  | 8,12  |
| anorganischer Gesamt-Stickstoff (mg/l) | 5,83 | 5,06  |       | 5,32  | 6,29  | 8,16  |
| Wasserführung (l/s)                    |      |       | 92,00 |       | 18,00 | 52,00 |

## Schutzgebiet
Der Altshauser Weiher ist Bestandteil des nach ihm benannten, 1974 ausgewiesenen, 50 Hektar großen Naturschutzgebiets, des Vogelschutzgebiets Blitzenreuter Seenplatte mit Altshauser Weiher und untersteht der FFH-Richtlinie.

## Sonstiges
Am südöstlichen Ufer des Weihers befindet sich das Altshauser Naturstrandbad.